# دل تاریکی (بازی ویدئویی)
دل تاریکی (به انگلیسی: Heart of Darkness) یک بازی ویدئویی به سبک سکوبازی سینماتیک است که توسط استودیوی امیزینگ توسعه یافته و به‌وسیلهٔ اینفوگرمز در اروپا، و اینترپلی انترتینمنت در آمریکای شمالی برای کنسول پلی‌استیشن و سیستم‌عامل مایکروسافت ویندوز منتشر شده‌است. خبر عرضه یک نسخهٔ سازگار شده از بازی نیز در سال ۲۰۰۱ برای کنسول بازی دستی گیم بوی ادونس اعلام شد، اما هرگز عرضه نشد.
دل تاریکی دارای سبک خاصی از یک بازی است و تنها رقیب آن مجموعه بازی آدورلد است که در آن کیفیت بالای بازی به همراه معماهای چالش‌برانگیز منعکس شده‌است. نظارت و ساخت بازی توسط طراح بازی فرانسوی اریک شاهی پنج سال به طول انجامید، که برای عنوان جهانی دیگر (۱۹۹۱) شناخته شده‌است. داستان بازی دربارهٔ پسری است به نام اندی که برای نجات سگ با وفایش ویسکی از دست مخلوقاتی به نام ارواح تاریکی دست به ماجراجویی می‌زند.
اگرچه رده‌بندی سنی این بازی برای همگان می‌باشد، اما در بازی روش‌های کشته شدن وحشتناکی برای اندی در نظر گرفته شده‌است، و سلامتی بی‌نهایتی که در اختیار بازیکن است نشان دهنده درجه سختی بازی در این زمینه است.

## روند بازی
دل تاریکی یک بازی دوبعدی به سبک سکوبازی سینمایی است. اندی شخصیت اصلی داستان توانایی راه رفتن، دویدن، بالارفتن، پریدن و شنا کردن را دارد. روند بازی به‌طور گسترده‌ای شامل معماها، پرش‌های دقیق و پیش‌بینی محیط و دشمنان می‌باشد. بازیکن در اغلب قسمت‌های بازی به سلاح‌هایی شامل تفنگ پلاسما که در ابتدا و انتهای بازی در اختیار دارد، و انرژی جادویی مجهز است که از آن برای حمله و همچنین رشد و نابودی گیاهان استفاده می‌شود، اما در برخی محیط‌ها هیچ سلاحی در اختیار ندارد. هر قسمت از بازی به‌طور مستقل در صفحه‌ای نمایش داده می‌شود و با گذشتن از آن قسمت به صفحه‌ای جداگانه وارد می‌شود و برای انجام برخی از معماها حتی باید به چندین صفحه عقب‌تر یا جلوتر رفت و این مسئله بسیار چالش‌برانگیز هستند.
دل تاریکی دارای موسیقی ارکسی و میان پرده‌های متحرک از پیش رندر شده می‌باشد. بازی به همراه یک جفت عینک سه‌بعدی برای دیدن برخی از محیط‌های خاص به صورت سه بعدی منتشر شده بود. تلاش‌های نامحدودی در اختیار بازیکنان قرار داده شده‌است، و با کشته شدن اندی بازی به آخرین چک پوینت باز خواهد گشت.

## داستان
اندی پسری نوجوان است که از معلم سوءاستفاده‌گرش متنفر است، سگ با وفایش ویسکی را دوست دارد و دچار بیماری ترس از تاریکی (تاریکی هراسی) است. در یکی از روزها، پس از اتمام زمان مدرسه، اندی و ویسکی برای دیدن خورشیدگرفتگی به سمت پارک حرکت کردند. در طی خورشیدگرفتگی، ویسکی توسط موجودی نامرئی ربوده شد، سپس اندی بلافاصله خود را به خانه درختی‌اش که اختراعاتش را در آنجا نگاه می‌داشت رساند و برای یافتن ویسکی سوار بر سفینه فضایی شد. او پس از پرواز با سفینه، خود را در سرزمین بسیار خطرناک تاریکی یافت که بخشی از دل تاریکی به حساب می‌آمد و ساکنین آن را موجودات شب و تاریکی تشکیل می‌دادند که جادوگری شیطان صفت با نام استاد تاریکی بر آن‌ها فرمانروایی می‌کرد. اندی در این سرزمین باید راهی برای پیدا کردن ویسکی و سپس مسیر بازگشت به خانه را پیدا کند.

## بازتاب‌ها
| گردآورنده  | امتیاز |
| ---------- | ------ |
| گیم‌رنکینگز | ۷۵٫۳۳٪ |

| ناشر                    | امتیاز |
| ----------------------- | ------ |
| الکترونیک گیمینگ مانثلی | ۶٫۱/۱۰ |
| گیم‌پرو                  | B      |
| گیم‌اسپات                | ۷٫۱/۱۰ |
| آی‌جی‌ان                  | ۷٫۸/۱۰ |

دل تاریکی نقدهای مختلفی، نظیر مثبت و منفی از منتقدین وبگاه‌های بازی ویدئویی دریافت کرد. این بازی در وبگاه گیم رنکینگز با میانگین امتیاز ۷۵٫۳۳٪ نسخه پلی‌استیشن و ۷۱٫۶۴٪ نسخه مایکروسافت ویندوز قرار دارد.